# Atrición
La atrición es una contrición imperfecta. 
Los teólogos escolásticos la han definido como un dolor y detestación del pecado que nace de la consideración de la fealdad del pecado y del temor de las penas del infierno. El concilio de Trento declara que esta especie de contrición, que excluye la voluntad de pecar y contiene la esperanza de alcanzar el perdón de sus culpas pasadas, es un don de Dios, un movimiento del Espíritu Santo y dispone al pecador a recibir la gracia en el sacramento de la Penitencia. La opinión más generalmente recibida sobre la atrición, es que el sacramento de la Penitencia no basta para justificar al pecador a menos que encierre amor inicial de Dios, por el cual el pecador le ame como origen de toda justicia. Esta es la doctrina del concilio de Trento y la de la asamblea del clero de Francia en 1700. 
Los teólogos disputan entre sí acerca de la naturaleza de este amor; unos quieren que sea un amor de caridad, propiamente dicha; otros sostienen que basta tener un amor de esperanza y que es imposible esperar de Dios gracia y misericordia sin experimentar un movimiento de amor. Y en efecto, parece imposible esperar sinceramente el perdón de nuestros crímenes sin empezar a amar a Dios como origen de toda justicia a menos que no se sostenga que es posible desear y esperar un beneficio sin pensar directa ni indirectamente en el bienhechor y sin experimentar movimiento alguno de reconocimiento. Conviene observar que el nombre de atrición no se halla ni en la Escritura ni en los Padres; que debe su origen a los teólogos escolásticos y lo introdujeron sino hacia el año 1220. Antes de este tiempo no su pensó en hacer la anatomía de los sentimientos del pecador en el tribunal de la penitencia. Suponía que la voluntad sincera de reconciliarse con Dios, era ya un principio de amor de Dios.
En odontología se dice del desgaste por frotamiento de los dientes.